# 杜隆河畔圣迪迪耶
杜隆河畔圣迪迪耶（法語：Saint-Didier-sur-Doulon，法語發音：[sɛ̃ didje syʁ dulɔ̃]）是法国上卢瓦尔省的一个市镇，位于该省西北部，属于布里尤德区。

## 地理
杜隆河畔圣迪迪耶（45°18'2"N, 3°32'18"E）面积34.14 平方千米，位于法国奥弗涅-罗讷-阿尔卑斯大区上盧瓦爾省，该省份为法国中南部省份，北起多姆山省和卢瓦尔省，西接康塔爾省，南至洛泽尔省，东临阿尔代什省。
与杜隆河畔圣迪迪耶接壤的市镇（或旧市镇、城区）包括：贝尔伯济、旧尚帕尼亚克、沙尼亚、锡斯特里耶尔、弗吕日耶尔勒潘、雅沃格、杜隆河畔拉瓦勒、蒙克拉尔、瓦尔斯勒沙斯泰勒。
杜隆河畔圣迪迪耶的时区为UTC+01:00、UTC+02:00（夏令时）。

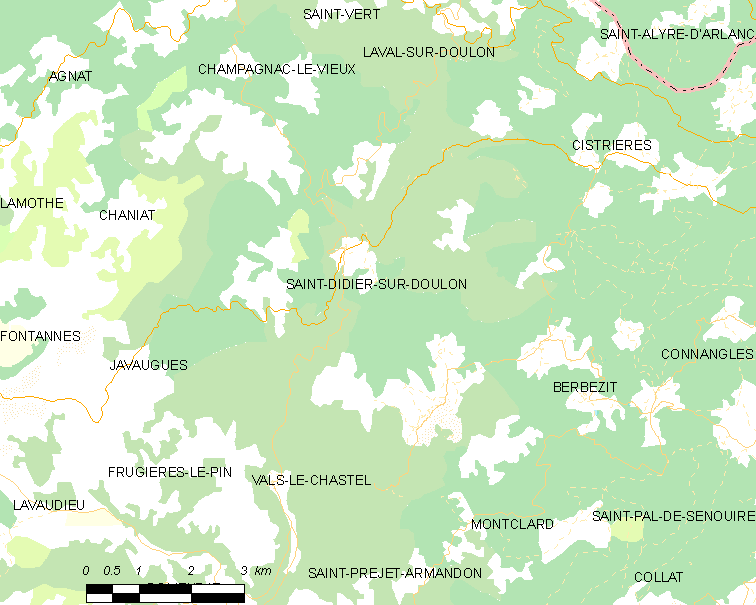
杜隆河畔圣迪迪耶的OSM定位图

## 行政
杜隆河畔圣迪迪耶的邮政编码为43440，INSEE市镇编码为43178。

## 政治
杜隆河畔圣迪迪耶所属的省级选区为拉法耶特地区县。

## 人口

1962-2008年间杜隆河畔圣迪迪耶人口变化图示

杜隆河畔圣迪迪耶于2022年1月1日时的人口数量为196人。